# 中國管業控股
中國管業控股有限公司，簡稱中國管業控股（英語：Sinopipe Holdings Limited，SGX：X06），在1994年由陳力輝創立專門生產及銷售各種類型管業等建材產品，以「亞通」及「太陽」品牌。
總部位於福建省福清市镜洋工业开发区，以及10 Anson Road #19-09 International Plaza Singapore 079903，股份在2005年12月16日於新加坡交易所主板上市。招股價為0.26坡元，配售股份為48,000,000股，集資額為12,480,000坡元。

## 連結
- Sinopipe.com.sg（页面存档备份，存于）